# Picture disc

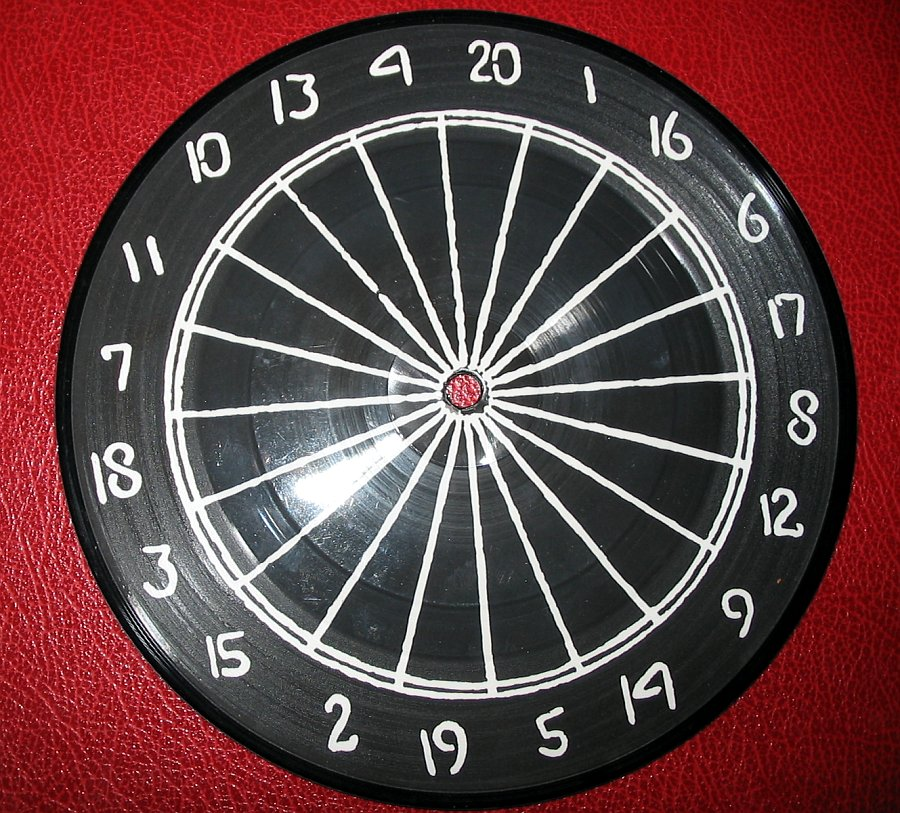
Il picture disc del singolo Hit the North del Gruppo The Fall a forma di bersaglio

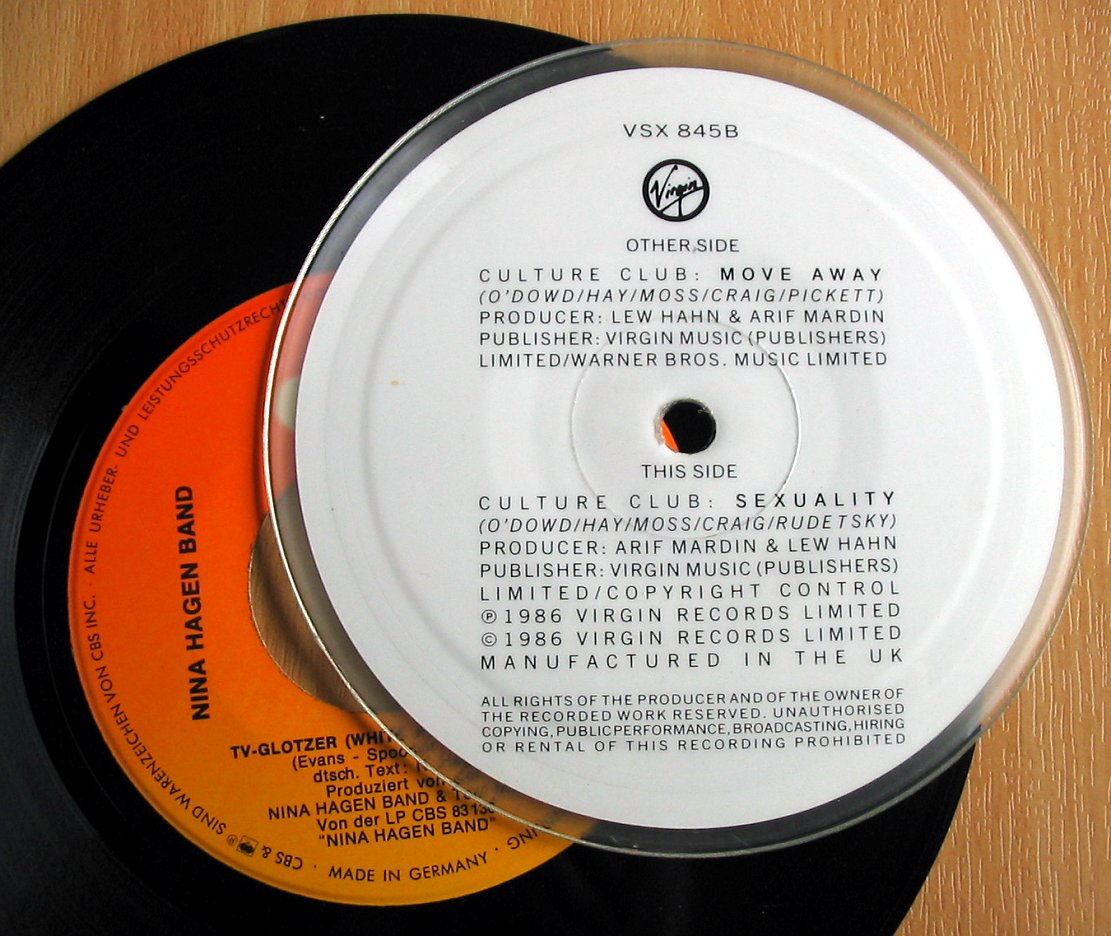
Un singolo trasparente da 5 pollici che incorpora un testo

Un picture disc è uno speciale tipo di disco vinilico sulla cui superficie, contrariamente all'abituale colore nero, viene incorporata un'illustrazione.

## Storia
Esistono diversi antecedenti dei picture disc. Si pensa che i primi predecessori siano le Carte postale parlante, pubblicate in Francia il primo decennio del Novecento. Si trattava di cartoline sulle quali era allegata una registrazione in celluloide che richiamava l'illustrazione che questi supporti raffiguravano.
I primi veri e propri picture disc apparvero negli anni venti e, fino agli anni quaranta, erano rivestiti di cartone. Nel 1932 la Victor lanciò una serie di dischi in gommalacca personalizzabili. Quando Adolf Hitler salì al potere nel medesimo periodo, il ministro della propaganda tedesco registrò diversi dischi illustrati contenenti i discorsi dei leader nazisti e delle marce militari. Non vennero mai venduti ma donati ai sostenitori del nazionalsocialismo.
Degna di menzione è la Vogue Records, etichetta di Detroit che, nella metà degli anni quaranta, introdusse un metodo per fabbricare picture disc più resistenti, che avevano un "nucleo" in alluminio anziché in gommalacca e le cui illustrazioni non compromettevano la qualità del suono. La Vogue ebbe vita breve e pubblicò complessivamente circa settanta dischi. Le pubblicazioni della Vogue sono oggi molto costose e ricercate dai collezionisti.
Negli anni cinquanta la Red Raven Records pubblicò una serie di vinili che, quando messi in funzione sul giradischi, ottenevano particolari effetti ottici.
Il formato del picture disc rinacque con il genere prog degli anni sessanta e settanta come conferma il debutto dei Curved Air Air Conditioning del 1971, considerato il primo vinile di questa tipologia della musica rock. Stando ad altre fonti, tale primato sarebbe invece stato detenuto dal rarissimo Magical Love dei Saturnalia, la cui uscita viene fatta risalire al 1969 (al 1973 secondo altre fonti). Altri album di gruppi rock usciti in questo formato durante gli anni settanta comprendono Black Sabbath (1970), The Dark Side of the Moon (1973) dei Pink Floyd, l'omonimo album dei Boston (1976) e To Elvis: Love Still Burning (1978) di artisti vari.
Continuarono a essere realizzati altri picture disc negli anni seguenti.

## Descrizione
Spesso in questi dischi al consueto materiale di colore nero si affianca anche quello colorato, che viene impiegato per dare maggior risalto all'effetto finale. Le illustrazioni utilizzate vanno da semplici immagini di copertina a vere e proprie illusioni ottiche o effetti psichedelici, che si formano attraverso la rotazione del disco sul piatto dell'impianto stereo. L'album The Worker pubblicato nel 1979 dal gruppo inglese Fischer-Z, ad esempio, mostra l'immagine di un treno su un binario circolare, che si muove costantemente in cerchio quando il disco viene riprodotto.
Malgrado il fatto che i picture disc, sulla base di un processo produttivo complesso e dei materiali adoperati, presentino in genere una qualità del suono inferiore a quella dei dischi tradizionali, sono molto ricercati dai collezionisti e talvolta apprezzati per i risultati grafici e artistici che offrono.

## Produzione
I picture disc escono spesso in tiratura limitata. Si fabbricano utilizzando una pressa in cui viene posta una sottile pellicola in polietilene sullo stampo dal lato 'A' (il lato inferiore), sopra al quale si colloca la fotografia che va posizionata su quel lato. Successivamente viene applicata una sostanza riscaldata a circa 150 °C sopra la quale si pone l'immagine del lato 'B' (il lato superiore) con la pellicola adesiva chiusa dallo stampo 'B' (gli stampi sono dei componenti rigidi utilizzati dalla pressa).
A questo punto vengono effettuati dapprima la compressione e successivamente la rimozione, ritagliando il materiale fuoriuscito oltre il bordo del disco così fabbricato. Solamente la fase di pressatura viene condotta in modo automatico, tutti gli altri passi devono essere svolti manualmente.
Per produrre un picture disc è necessario un minuto, e ciò significa che in un'ora possono essere prodotti al massimo sessanta pezzi (o anche meno).